# Torre della Tromba
La Torre della Tromba è una torre storica della città di Trento.

## Storia
La costruzione fu eretta come casa-torre a scopo di difesa nel XII secolo dalla famiglia Buonmartino, che all'inizio del XIII secolo fece edificare un palazzo adiacente. Nel 1481 fu menzionata nell'atto di vendita, datato 7 febbraio, con cui il magistrato consolare della città di Trento la acquistò per 370 ducati dal banchiere Antonio Buonmartino, assieme alla "casa murata" che le era affiancata e che divenne sede dell'allora palazzo municipale. L'acquisto coincide con il processo di trasformazione della via o Contrada Larga (oggi via Belenzani), in funzione di un uso civico-amministrativo. In seguito la torre venne ulteriormente rialzata in laterizio.

Compare in un acquerello di Albrecht Dürer, dipinto probabilmente nel 1495 e scomparso durante la seconda guerra mondiale, e nella pianta prospettica di Giovanni Andrea Vavassore, del 1562, dove è detta Abbazia.
Nell'epoca della Controriforma, tra Sei e Settecento, la Torre della Tromba, assieme alla Torre di Piazza (Torre Civica) e alle torri lungofiume, era tra le costruzioni più elevate della città, "esageratamente alte e slanciate".

Il nome Torre della Tromba è attestato a partire dal 1683 (precedentemente chiamata Torre del Magistrato) , anno in cui 
(Aldo Gorfer, Trento Città del Concilio. Ambiente, storia e arte di Trento e dintorni)
Nel corso del XIX secolo fu utilizzata come prigione per i reati minori. A tale scopo, già a partire dal Settecento furono ricavate finestre quadrangolari con inferriate robuste. Tra il XVIII e il XIX secolo, vi furono detenuti eccezionalmente anche i prigionieri per reati maggiori (delitti) quando le carceri apposite delle due torri cittadine (Torre di Piazza e Torre Vanga) non avevano più posto. Risalgono a tali occasioni le scritte e pitture parietali, di colore rossastro, realizzate durante periodi di detenzione più lunghi usando i mattoni sgretolati del soffitto. Le scritte, in particolare, sono un fenomeno molto raro, dato che i detenuti per delitti erano in genere di bassa estrazione sociale e dunque analfabeti; a Trento, tuttavia, che all'epoca era parte dell'Impero austriaco, il sistema scolastico teresiano rese possibile un'alfabetizzazione più diffusa, testimoniata appunto dal fatto che i detenuti erano in grado di scrivere il proprio nome e la data di nascita, dopo aver presumibilmente imparato a leggere e a distinguere le lettere grazie ai libri di preghiere.

Fino al 1914, una scala in legno esterna alla torre dava accesso alle celle delle prigioni, che fu eliminata e sostituita da una interna in cemento. L'edificio non fu più utilizzato come prigione e le porte, seppure tuttora presenti, divennero finestre aumentando sensibilmente la luminosità degli ambienti, fino a quel momento delle celle molto buie.

Sulla terrazza sommitale della torre è posta la sirena municipale, che, dopo il bombardamento della Portela del 1943, suona ogni giorno alle 11:57 per ricordare l'attacco delle forze alleate su Trento. Nel 2000 il comune eseguì alcuni lavori di ristrutturazione all'esterno e all'interno ma non è più possibile accedervi per problemi di sicurezza.

## Descrizione
La torre ha una pianta trapezoidale di 5,50 × 7,70 m e misura all'incirca 33,15 m in altezza con la merlatura (32,10 m senza quest'ultima). Costruita con pietre a vista, fu rialzata più volte, circostanza ben riconoscibile dall'analisi dell'alzato in quanto presenta diverse fasi di costruzione.
La prima risale al XII secolo e si distingue dagli altri periodi dal bugnato di rosso ammonitico utilizzato e successivamente fu rialzata di un metro e mezzo circa.
Nel XIII secolo il lato settentrionale e quello orientale furono inglobati in un palazzo con il quale facevano angolo. Di quest'opera rimangono poche tracce. Ben visibili sono invece i conci bianchi del rialzamento eseguito nello stesso periodo. 
Probabilmente nel XIV secolo, dopo essere stata parzialmente demolita, la torre venne nuovamente rialzata e conclusa con una merlatura a gradini. Tale fase è ben riconoscibile dal differente materiale edilizio: pietre e laterizio.
Altri lavori furono eseguiti in laterizio tra XVII e il XVIII secolo nei quali la torre raggiunse l'altezza attuale. 
Nel 1913-1914 fu completata con una terrazza "panoramica" ed una merlatura a coda di rondine in calcare bianco ancora presente.
Dalla terrazza si ha una vista panoramica dei monti atesini e della città, tranne il settore urbano meridionale, corrispondente al quartiere di epoca medievale Borgo Nuovo, posto sulla via per Verona.